# Селец (Владимирский район)
Селец (укр. Селець) — село в Зимневской сельской общине Владимирского района Волынской области Украины.
Население по переписи 2001 года составляет 418 человек. Почтовый индекс — 44753. Телефонный код — 3342. Занимает площадь 0,962 км².